# Leonardo Klabin
Leonardo Klabin (Rio de Janeiro, 27 de outubro de 1953) é um economista, empresário e político brasileiro.

## Biografia
Descendente de judeus e lituanos, é filho do engenheiro e ex-prefeito da cidade do Rio de Janeiro, Israel Klabin e de Lina Caldas Paranhos. Neto do empresário Wolff Kadischevitz e de Rose Haas. Importante família de empresários ligados ao grupo Klabin. É irmão de Alberto Klabin, Maurício Klabin e Stela Klabin, além de ser irmão por parte de pai de Maria Klabin, Dan Klabin e de Gabriel Klabin. Foi casado com Maria Rita Machado Rodrigues e juntos tiveram dois filhos. É pai de Manoel Rodrigues Klabin, nascido em 1979 e de Clara Rodrigues Klabin, nascida em 1984. Junto com seu irmão Maurício Klabin fundou a empresa MecPrec, especializada em alta tecnologia na produção de mudas de plantas.
É formado em economia pela Universidade Federal do Rio de Janeiro. Foi diretor da Cruza - Crustáceos do Brasil S.A., sócio-gerente da MecPrec - Mecânica de Precisão Indústria e Comércio Ltda, sócio-gerente da Mecplant Agricola Ltda e foi sócio-gerente da Anavic Prestadora de Serviços Florestais Ltda. É membro do Conselho de Administração da Klabin S.A..
Foi deputado estadual do estado do Rio de Janeiro, eleito pela primeira vez em 1978 pelo MDB.